# Парксвілл (Меріленд)
Парксвілл (англ. Parkville) — переписна місцевість (CDP) в США, в окрузі Балтимор штату Меріленд. Населення — 31 812 особи (2020).

## Географія
Парксвілл розташований за координатами 39°23′0″ пн. ш. 76°33′7″ зх. д. / 39.38333° пн. ш. 76.55194° зх. д. (39.383208, -76.551901).  За даними Бюро перепису населення США в 2010 році переписна місцевість мала площу 11,11 км², уся площа — суходіл.

## Демографія
Згідно з переписом 2010 року, у переписній місцевості мешкали 30 734 особи в 12 688 домогосподарствах у складі 7803 родин. Густота населення становила 2765 осіб/км².  Було 13482 помешкання (1213/км²).
Расовий склад населення:
| - 61,9 % — білих - 31,2 % — чорних або афроамериканців - 2,8 % — азіатів - 0,2 % — корінних американців - 1,1 % — осіб інших рас |

До двох чи більше рас належало 2,6 %. Частка іспаномовних становила 3,8 % від усіх жителів.
За віковим діапазоном населення розподілялося таким чином: 21,3 % — особи молодші 18 років, 65,1 % — особи у віці 18—64 років, 13,6 % — особи у віці 65 років та старші. Медіана віку мешканця становила 36,9 року. На 100 осіб жіночої статі у переписній місцевості припадало 87,7 чоловіків;  на 100 жінок у віці від 18 років та старших — 84,0 чоловіків також старших 18 років.
Середній дохід на одне домашнє господарство  становив 68 297 доларів США (медіана — 56 321), а середній дохід на одну сім'ю — 78 158 доларів (медіана — 68 897). Медіана доходів становила 46 671 долар для чоловіків та 44 390 доларів для жінок. За межею бідності перебувало 12,7 % осіб, у тому числі 16,9 % дітей у віці до 18 років та 5,9 % осіб у віці 65 років та старших.
Цивільне працевлаштоване населення становило 16 762 особи. Основні галузі зайнятості: освіта, охорона здоров'я та соціальна допомога — 31,9 %, роздрібна торгівля — 11,4 %, науковці, спеціалісти, менеджери — 10,3 %, мистецтво, розваги та відпочинок — 9,5 %.